# Chionanthus richardsiae
Espèce
Statut de conservation UICN

 VU D2 : Vulnérable
Chionanthus richardsiae est une espèce de plantes à fleurs de la famille des Oleaceae.

## Publication originale
- Journal of the Linnean Society, Botany 80: 204–205, f. 4, 6. 1980.